# Béghin-Say
A Béghin-Say francia cukoripari cég volt.

## Története
A Béghin-Say 1973-ban jött létre az alábbi cukoripari cégek fúziójával:
- Béghin, amelyet 1821-ben alapítottak Joseph Coget tanyáján Thumeries-ben veje, Antoine Béghin közreműködésével.[1] 1868-ban Antoine fia,  Ferdinand Béghin vette át a céget. Ferdinand halála után az ő két fia, Joseph és Henri alapítottak céget Ferdinand Béghin néven.[2] 1967-ben a Béghin cég, amelyet Henri fia, Ferdinand Béghin vezetett, átvette az irányítást a Say felett.[1]
- Say, amelyet 1831-ben Louis Auguste Say, Jean-Baptiste Say közgazdász testvére alapított "Raffinerie de la Jamaïque" (jamaicai finomító) néven, a jelenlegi párizsi 13. kerületben. Say korábban a Delessert család nantes-i cégénél volt cégvezető.

1982-ben a Béghin-Say-t megvásárolta az Eridania csoport, az olasz Montedison cégcsoport leányvállalata. A Ferruzzi csoport, amely az 1980-as évek végén átvette a Montedison irányítását, összeolvasztotta a Béghin-Say és Eridania cégeket.
1991-ben a Béghin Say tulajdonrészt és irányítási jogosultságot szerzett a hatvani, selypi, szerencsi és szolnoki cukorgyárakban. A selypi gyárat 1998-ban gazdaságossági okok miatt bezárták.
2001. július 3-án az Électricité de France és Fiat nyilvános vételi ajánlattal megvásárolta a Montedisont. Az új részvényesek csak az energiaipari tevékenységeket kívánták megtartani, így az Erdiania-Beghin-Say-t feldarabolták, és a cukoripari részt értékesítésre kínálták fel.
2003-ban a  Béghin-Sayt az Union SDA és Union BS vásárolták meg. Együtt megalapították a Tereos csoportot, kivéve néhány cukorgyárat Marne megyében, amelyeket a Cristal Union csoportnak értékesítettek. Ugyanebben az évben a magyar cukorgyárakban levő részesedésüket a Nordzucker AG-nak adták el.
A Béghin-Say jelenleg önálló cégként nem létezik, csak a Tereos márkaneveként.

## Termékek
Franciaországban a Béghin-Say a Beghin Say, La perruche, Le Blondvilliers és l'Antillaise márkaneveken hozta forgalomba termékeit.

## Fordítás
Ez a szócikk részben vagy egészben  a   Béghin-Say című francia Wikipédia-szócikk ezen változatának fordításán alapul.  Az eredeti cikk szerkesztőit annak laptörténete sorolja fel. Ez a jelzés csupán a megfogalmazás eredetét és a szerzői jogokat jelzi, nem szolgál a cikkben szereplő információk forrásmegjelöléseként.